# Devil (film)
Devil (conosciuto anche come The Night Chronicles: Devil) è un film del 2010 diretto da John Erick Dowdle.
Il film è sceneggiato da Brian Nelson su un soggetto di M. Night Shyamalan, che figura tra i produttori della pellicola. È un thriller soprannaturale, primo capitolo di una trilogia denominata The Night Chronicles.

## Trama
Il film inizia con un monologo in cui viene narrata una vecchia leggenda messicana, che racconta la storia del Diavolo che, prima di reclamare l'anima dei dannati, li raduna in un luogo dove li tortura fino alla morte. 
Durante una qualsiasi giornata lavorativa, un uomo si uccide gettandosi dall'ultimo piano di un alto palazzo. Il detective Bowden, durante lo svolgimento delle indagini, si ritrova inoltre ad indagare su cinque persone misteriosamente bloccate in un ascensore dello stesso palazzo: l'ex marine Tony, la giovane Sarah, la guardia giurata Ben, l'anziana signora Jane e il signor Vince McCormick. Si scoprirà che McCormick, un venditore di materassi, ha rovinato diverse persone, Sarah è una bugiarda per natura, Ben ha mandato in coma una persona, la signora Jane è una ladra (stranamente rubava davanti alle telecamere) e Tony un assassino. Strani fatti avvengono all'interno dell'ascensore: la guardia giurata Ramirez, mentre osserva i movimenti dei cinque dalle telecamere di sicurezza, resta inquietato da quello che sembra uno strano gioco di luci all'interno dell'ascensore, che pare formare un volto. 
All'improvviso, a seguito di un breve black out all'interno dell'ascensore, McCormick muore con un pezzo di specchio conficcato nella giugulare. Dato che la tragedia è avvenuta al buio, i quattro rimasti pensano ad un incidente. Il tecnico dell'azienda cerca di salvarli, ma muore precipitando nella tromba dell'ascensore, la sua radio raggiunge però i prigionieri. 
Ramirez, non creduto dagli altri, pensa che le morti siano provocate dal Diavolo in persona. Poco dopo, di nuovo durante un black out, anche la signora Jane muore: la sua morte sembra però inspiegabile, poiché al tornare della corrente viene trovata impiccata. 
Le tre persone iniziano ad accusarsi a vicenda: Ben, incitato da Sarah, attacca Tony, per essere poi interrotto dal detective, che 
intima ai presenti di mettersi con le mani al muro per tenere sotto controllo la situazione. La luce, però, va via ancora una volta, per poi tornare illuminando il cadavere di Ben con la testa rivoltata. Sarah e Tony si minacciano a vicenda con un pezzo di specchio, ma l'intervento del detective li costringe ad abbassare le armi. Tony obbedisce, mentre la donna nasconde in tasca un altro frammento di vetro.
La luce si spegne ancora. Non appena torna, Tony si trova davanti Sarah in fin di vita, con la gola tagliata. Tony sembra a questo punto essere l'assassino. All'improvviso, alle sue spalle, appare la signora Jane con occhi spenti e minacciosi: si scopre dunque che il Diavolo è proprio l'anziana signora, che ha inscenato la sua morte per ingannare la polizia e gli altri e che intende reclamare le anime di tutti per portarle all'Inferno, poiché hanno tutte compiuto un peccato. 
Tony, però, raccoglie la radio del tecnico morto con la quale confessa il suo omicidio: in stato di ebbrezza, aveva investito una donna e suo figlio in piena notte, fuggendo dopo aver lasciato sul luogo dell'incidente un biglietto dell'autolavaggio con scritto "I'm so sorry" (Mi dispiace tanto). Inconsapevolmente, grazie a quella confessione, Tony si salva e, attonito, fissa il diavolo che dice "peccato, non sai quanto ti volevo". 
La luce scompare ancora e, quando riappare, la signora Jane è scomparsa e dunque l'incubo è finito. La polizia recupera solo tre cadaveri e arresta Tony, che viene portato alla centrale da Bowden: questi gli racconta che la donna e il bambino che erano morti in quell'incidente erano la sua famiglia (cosa che gli spettatori già sapevano). Il detective, però, perdona l'uomo. Il film termina con una frase di speranza pronunciata da Ramirez: se esiste il Diavolo, allora deve esistere anche Dio.

## Produzione
Nel mese di ottobre 2008, Shyamalan ha annunciato, con la partnership di Media Rights Capital, che Devil sarebbe stato diretto dai fratelli Dowdle, già autori di Quarantena, e che Brian Nelson lo avrebbe sceneggiato. Un anno dopo, le riprese iniziate il 26 ottobre a Toronto. Ci sono state delle riprese supplementari, che sono effettuate qualche mese dopo a Los Angeles. Il film è liberamente ispirato al romanzo Dieci piccoli indiani.

## Distribuzione
Il film era inizialmente previsto per uscire negli Stati Uniti l'11 febbraio 2011, ma in seguito la data fu anticipata al 17 settembre 2010.
La divisione italiana della Universal Pictures ha indicato come parziale data d'uscita cinematografica per l'Italia il maggio 2011, a oltre sette mesi dalla distribuzione americana.
Come per gli Usa anche per l'Italia l'uscita del film è stata anticipata. Infatti la data definitiva è stata fissata per il 12 novembre 2010, avendo pubblicato anche il trailer in italiano.

## Sequel mai prodotto
Devil doveva essere il primo della trilogia di The Night Chronicles, che coinvolgeva il soprannaturale all'interno della società urbana moderna. Nel giugno 2010, Shyamalan aveva annunciato il secondo film intitolato 12 Strangers, poi cambiato in Reincarnate, un caso che trattava del soprannaturale. Chris Sparling avrebbe dovuto scrivere la sceneggiatura e Daniel Stamm lo avrebbe dovuto dirigere. Shyamalan aveva anche confermato che la storia del terzo capitolo, ancora senza titolo, sarebbe stata tratta dal sequel abbandonato di Unbreakable. A partire dal 2020, nessuno dei due film è stato prodotto, ma la sua idea per il sequel di Unbreakable inutilizzata è diventata in seguito la base per Split.